# 로슈디 젬
로슈디 젬(Roschdy Zem, 1965년 9월 27일 ~ )은 프랑스의 배우, 영화 감독, 각본가이다.

## 작품 목록

### 영화 출연
- 난 키스하지 않는다 (1991)
- 내가 좋아하는 계절 (1993)
- 네가 죽을 것을 잊지마라 (1995)
- Le Cœur fantôme (1996)
- 프레드 (1997)
- 공화당 만세 (1997)
- 디 아더 쇼어 (1997)
- 나를 사랑하는 사람들은 기차를 타시오 (1998)
- 앨리스와 마틴 (1998)
- 아방드르 (1998)
- 루이스 - 테이크 2 (1998)
- 마법같은 이야기 (1998)
- 나의 작은 회사 (1999)
- 세이브 미 (2000)
- 리틀 세네갈 (2001)
- 내 아내는 여배우 (2001)
- 메어시 닥터 레이 (2002)
- 블랑쉬 (2002)
- 메시어 N. (2003)
- 슈슈 (2003)
- 온리 걸스 (2003)
- 오르페브르 36번가 (2004)
- 리브 앤 비컴 (2005)
- 신참 경찰 (2005)
- 영광의 날들 (2006)
- 배드 페이스 (2006)
- 너의 진실을 깨달아 (2007)
- 모나코 여인 (2008)
- 패스트 (2008)
- 런던 리버 (2009)
- 신과 인간 (2010)
- 무법자 (2010)
- 포인트 블랭크 (2010)
- 터키형님 (2010)
- 포 러버즈 (2010)
- 콜드 라잇 오브 데이 (2012)
- 트레이닝 데이: 비열한 거리 (2012, Une nuit)
- 암드 핸즈 (2012)
- 저스트 라이크 어 우먼 (2012)
- 인터섹션 (2013)
- 보디빌더 (2014)
- 버드 피플 (2014)
- 영광의 대가 (2014)
- 우리는 거의 친구가 되었다 (2014)
- 알래스카 (2015)
- 파이어맨 (2017)
- 더 프라이스 오브 석세스 (2017)
- 사하라 (2017) - 목소리
- 르 주 (2018)
- 오 머시! (2019)
- 페르소나 논 그라타 (2019)
- 마담 클로드 (2021)

### 영화 연출 및 각본
- 오마 킬드 미 (2011)
- 보디빌더 (2014)
- 쇼콜라 (2015)
- 페르소나 논 그라타 (2019)